# Dobry Las (osada leśna)
Dobry Las – osada leśna w Polsce, położona w województwie podlaskim, w powiecie łomżyńskim, w gminie Zbójna.

## Podział administracyjny
W latach 1975–1998 miejscowość administracyjnie należała do województwa łomżyńskiego.